# 嘉義縣太保市太保國民小學
22°58′40″N 120°11′15″E / 22.977783°N 120.187441°E
嘉義縣太保市太保國民小學（簡稱太保國小）為臺灣嘉義縣太保市的國民小學，最初為1900年設立的太保公學校，至今已超過百年歷史，也是太保地區最早設立的學校。

## 介紹
太保國小原為在1900年7月25日經許可設立的「太保公學校」，最初以太保庄的王氏家廟上課，學生有本科27人、速成科20人。1915年，太保公學校遷至甫完工的新校舍，此校舍的經費是由地方民眾捐獻7,880圓而來。太保公學校在1937年有男學生365人、女學生155人。1941年4月，改制為「太保國民學校」，當時地址為台南州東石郡太保太保656番地。
二戰後，於1945年改為「太保鄉第一國民學校」。1946年，學校改隸嘉義市並改稱「太保國民學校」，同年9月設立「新埤分校」（今新埤國小）。1949年，設立「頂崙分校」（今安東國小）。1950年，學校隨行政區更動改隸嘉義縣太保鄉。1968年8月，因九年國民教育實施而改名為「太保國民小學」。

## 歷任校長
下表為國府遷台後之歷任校長
| 任別 | 任期           | 姓名   |
| ---- | -------------- | ------ |
| 1    | 1946年 －      | 洪漢周 |
| 2    | 1948年 －      | 黃秀雄 |
| 3    | 1949年 －      | 鄭順材 |
| 4    | 1951年 －      | 吳文財 |
| 5    | 1955年 －      | 洪漢周 |
| 6    | 1959年 －      | 賴賴   |
| 7    | 1964年 －      | 李列三 |
| 8    | 1974年 －      | 陳添財 |
| 9    | 1980年 －      | 陳窓忍 |
| 10   | 1983年 －      | 史卓耕 |
| 11   | 1990年 －      | 林鴻圖 |
| 12   | 1994年 －      | 林國川 |
| 13   | 2001年 －      | 鍾松郎 |
| 14   | 2007年 －      | 李永山 |
| 15   | 2009年 －      | 江連君 |
| 16   | 2014年 －      | 連國欽 |
| 17   | 2022年 － 現任 | 陳志光 |